# Ambassade de Guinée au Nigeria
L'ambassade de Guinée au Nigeria est la principale représentation diplomatique de la république de Guinée au Nigeria,.
L'ambassadeur représente aussi la Guinée auprès de la communauté économique des États de l'Afrique de l'Ouest dont le siège est dans la capitale nigériane.

## Liste des ambassadeurs
Les ambassadeurs de Guinée au Nigeria ont été successivement:
| N° | Nom et prénoms | Debut | Fin      |
| -- | -------------- | ----- | -------- |
| 01 | Siaka Cissoko  |       | En cours |